# British Leyland did make some good cars after all challenge
De British Leyland did make some good cars after all challenge is een uitdaging waarin het Britse autoprogramma Top Gear drie auto's van de Britse automobielconstructeur British Leyland test om te bewijzen dat British Leyland niet enkel slechte auto's maakte. De uitdaging komt naar aanleiding van het 40-jarige bestaan van British Leyland. De uitdaging werd uitgezonden in aflevering zeven van seizoen tien.
De drie hebben voor £ 1.200 "van hun eigen geld" auto's gekocht: Jeremy Clarkson heeft een Rover SD1 3.5 V8 (in Nederland verkocht als Rover 3500) voor £ 1.100, Richard Hammond een Dolomite Sprint "Dolly Sprint" voor £ 1.250 en James May een Austin Princess (in Nederland verkocht als Leyland Princess) voor £ 1.000.

Some BL cars were quite badly built, but most weren’t built at all. This is because the workforce spent most of his time outside, on strike.
— Richard Hammond

## Inleiding
De drie moeten veertig mijl naar een oude fabriek van British Leyland rijden om de eerste uitdaging te kunnen aangaan. Hammond valt na 100 meter op de snelweg stil, maar het defect kan hersteld worden. Als ze op de bedoelde plaats komen, blijkt deze fabriek weg te zijn, net als twee andere. De laatste fabrieken blijkt met de grond gelijk gemaakt te zijn en de drie houden er even halt.
De drie zeggen dat de auto's nogal wat rammels en trillingen veroorzaken en maken hier een compositie van.

## MIRA-circuit
Op het circuit van de MIRA wordt een tijd gezet door The Stig in een Datsun 120Y 1.2 (69 pk): 1'11". Hammond zet een tijd van 1'16" neer. Clarksons reactie op de ronde van Hammond is:

My washing machine moves around the kitchen faster than that
— Jeremy Clarkson

Clarkson zet een tijd van 1'12" neer in zijn 155 pk sterke SD1, en May haalt meer dan 2 minuten na verkeerd zijn gereden.

## Handremtest
De auto's moeten geparkeerd worden op een helling met hellingsgraad van 33%. May slaagt erin, en Clarkson spint de wielen van zijn Rover zo hard door dat de auto helemaal gehuld werd in rook, waardoor hij kon beweren dat hij geparkeerd had. Bij Hammond mislukt de test volledig.

## Ophanging
De drie moeten op een weg in slechte staat 30 mph (ongeveer 50 km/h) aanhouden met een vergiet met 5 eieren erin boven hun hoofd aan het dak bevestigd. Ze hangen alle drie vol met ei en bij Clarkson valt de linker achterdeur eruit.

## Bouwkwaliteit
De drie moeten duikerspakken aantrekken en hun auto's worden gevuld met water. Ze moeten zover mogelijk rijden op het circuit tot het waterpeil onder de onderkant van het stuur komt. Hammond legt 1.500 yards af, meer dan een halve ronde en May doet 4.500 yards, anderhalve ronde. Clarkson legt 100 yards af, hierna valt de achterdeur (een nieuwe) er weer uit.

## Eindstand
| Naam                               | Prijs | Inleiding | Circuit | Handrem | Ophanging | Bouwkwaliteit | £ verdiend |
| ---------------------------------- | ----- | --------- | ------- | ------- | --------- | ------------- | ---------- |
| Jeremy Clarkson in Rover SD1       | 1.100 | 0         | 0       | 100     | 20        | 2             | - 978      |
| Richard Hammond in Dolomite Sprint | 1.250 | 0         | 0       | 0       | - 60      | 300           | - 1.010    |
| James May in Austin Princess       | 1.000 | 0         | 0       | 100     | 20        | 900           | 20         |

British Leyland did make some good cars after all challenge · Can Grannies do donuts? · Italian mid-engined supercars for less than a second-hand Mondeo challenge · Make a police car for a lot less money than the real police spend on their cars challenge · Top Gear vs The Germans · Where is the best driving road in the world? · White van man challenge · Winter Olympics · Winter Olympics Suzuki Swift Car Icehockey Cha · Winter Olympics Ski Slash Car Jumping Champio